# Benefiziatenhaus (Kirchhaslach)

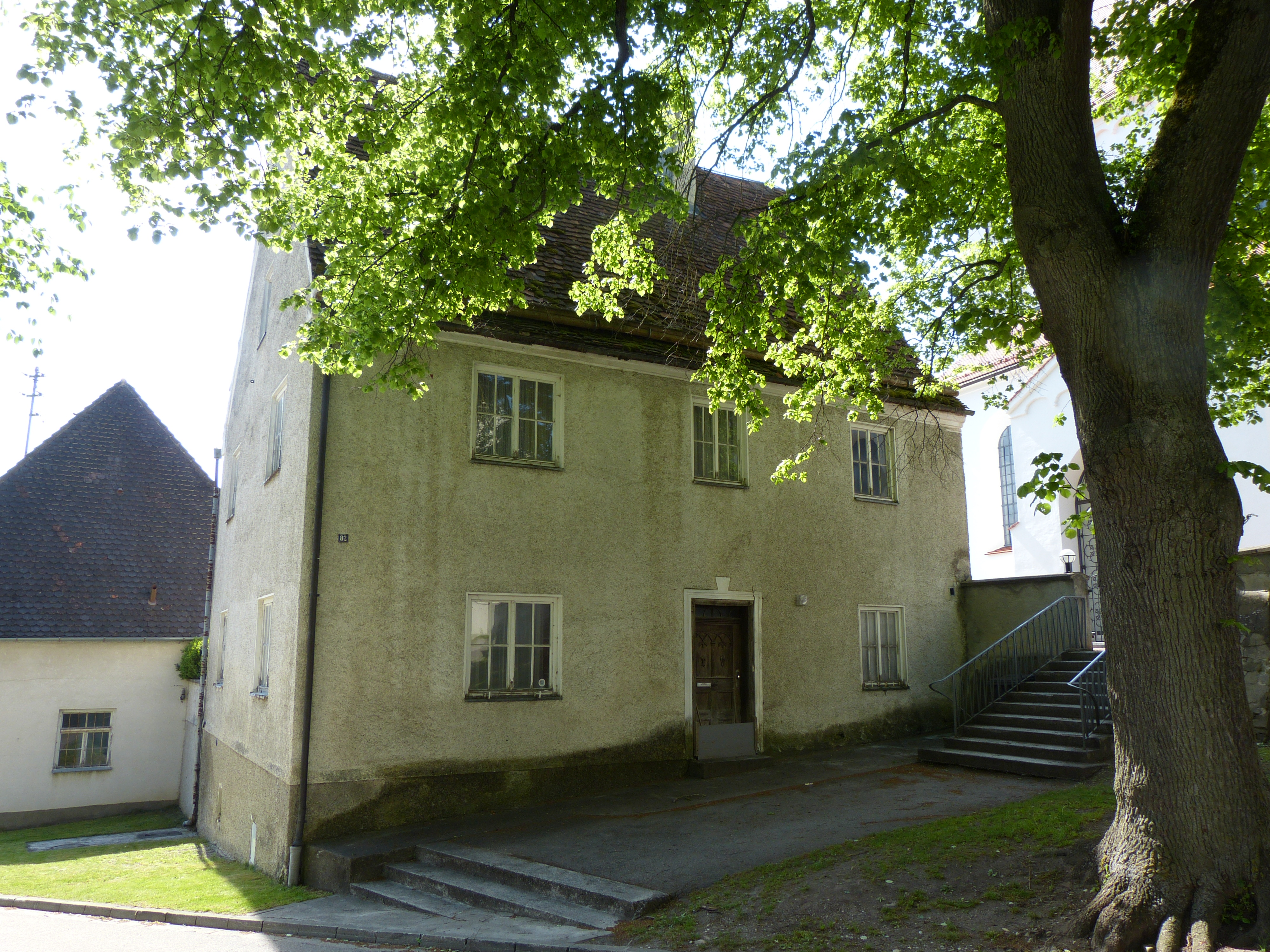
Benefiziatenhaus in Kirchhaslach

Das Benefiziatenhaus in Kirchhaslach, einer Gemeinde im Landkreis Unterallgäu in Bayern, wurde 1619 als Benefiziatenhaus errichtet. Der Kern des im 18. und 19. Jahrhundert um- und teilweise neugebauten Gebäudes stammt noch aus dieser Zeit. Es ist ein einfaches, zweigeschossiges Haus mit Satteldach und steht unter Denkmalschutz. Es besteht aus zwei zu drei Achsen. Auf der Südseite befindet sich eine spätklassizistische Tür.